# Joseph Maria Bonnemain
Joseph Maria Bonnemain (* 26. Juli 1948 in Barcelona) ist ein Schweizer römisch-katholischer Geistlicher und seit dem 19. März 2021 Bischof von Chur.

## Leben
Joseph Bonnemain, Bürger von Les Pommerats JU, wurde 1948 in Barcelona als Sohn eines Schweizers und einer Spanierin geboren. Er spricht Katalanisch, Spanisch, Französisch, Deutsch und Italienisch. Nach der Matura 1967 studierte er Medizin an der Universität Zürich und schloss das Medizinstudium 1975 mit dem Doktorat als Dr. med. ab.
Bereits in Barcelona schloss er sich dem Opus Dei an. Er studierte Philosophie und Theologie in Rom. Am 15. August 1978 wurde er gemeinsam mit dem derzeitigen Erzbischof von Los Angeles und Vorsitzenden der US-Bischofskonferenz, José Horacio Gómez, von Franz Kardinal König in Torreciudad zum Priester geweiht und in die vier Jahre darauf errichtete Personalprälatur vom Heiligen Kreuz und Opus Dei inkardiniert. Er absolvierte 1980 zudem ein kirchenrechtliches Doktoratsstudium zum Dr. iur. can. an der Universität Navarra. Gleichzeitig übte er seinen pastoralen Dienst für Arbeiter und Bauern in der Region Navarra sowie an der Technischen Universität aus.
Seit 1981 war er an der bischöflichen Kurie in Chur als Diözesanrichter und ab 1982 als Vize-Offizial tätig. Von 1983 bis 1991 war er Mitglied der Delegation des Heiligen Stuhles bei der Weltgesundheitsorganisation (WHO) in Genf. Ab 1985 war Bonnemain Seelsorger im Spital Limmattal in Schlieren bei Zürich. 1989 wurde er zum Offizial der Diözese Chur ernannt. Ab 2002 war er Sekretär der Kommission «Sexuelle Übergriffe in der Pastoral», die von der Schweizer Bischofskonferenz eingesetzt wurde. 2003 wurde er Kanoniker des Churer Domkapitels, 2008 Mitglied des Bischöflichen Rates und 2009 Kaplan Seiner Heiligkeit. Ab 2011 und bis zu seiner Ernennung zum Bischof war er Bischofsvikar für die Körperschaften des bürgerlichen Kirchenrechtes und für die Kantone der Diözese.
Joseph Maria Bonnemain gilt als «leidenschaftlicher Kraftsportler».

### Bischof von Chur
Papst Franziskus ernannte ihn am 15. Februar 2021 zum Bischof von Chur, nachdem das Churer Domkapitel im November 2020 auf sein Recht zur Bischofswahl verzichtet hatte. Unter den drei zur Wahl stehenden Kandidaten soll sich Medienberichten zufolge auch bereits der Name Bonnemains befunden haben. Er folgte im Amt nach beinahe zweijähriger Sedisvakanz Bischof Vitus Huonder. In dieser Zeit verwaltete Pierre Bürcher, emeritierter Bischof von Reykjavík, das Bistum als Apostolischer Administrator. Die Weihe zum Bischof fand am 19. März 2021, am Hochfest des Hl. Joseph, statt. Neben dem Hauptkonsekrator Kurt Kardinal Koch legten ihm die Mitkonsekratoren Bischof Pierre Bürcher und Bischof Felix Gmür die Hände auf. Bonnemain verzichtet auf die Tradition, ein Bischofswappen zu führen, da «ihm das Kreuzzeichen Christi genüge».
Aus einem Schreiben von Marc Kardinal Ouellet an den neu ernannten Bischof geht hervor, dass Bonnemain nach dem Wunsch des Papstes angesichts «der Komplexität der Situation in der Diözese» zumindest fünf Jahre im Amt bleiben soll. Hintergrund dieser Klärung ist, dass katholische Bischöfe gemäss Kirchenrecht mit Erreichen der Altersgrenze von 75 Jahren dem Papst ihren Rücktritt anbieten müssen.
In seinem ersten Grusswort an das Bistum Chur sprach der neue Bischof offen «Spannungen, Spaltungen, Polarisierungen» an, die sich die Kirche nicht weiter leisten könne. Papst Franziskus zitierend, sprach Bonnemain vom berechtigten Bedürfnis der Menschen nach Hoffnung und Geschwisterlichkeit und appellierte, weniger innerkirchliche Entwicklungen inklusive seine Ernennung in den Blick zu nehmen, sondern sich auf die nicht zuletzt infolge der aktuellen Covidpandemie entstandenen vielfältigen Nöte der Mitmenschen zu fokussieren.

### Reaktionen auf die Ernennung zum Bischof
Die Schweizer Bischofskonferenz brachte ihre Freude über die Ernennung Bonnemains zum Ausdruck und dankte ihm für seine «18-jährige couragierte und umsichtige Unterstützung» als Sekretär des Fachgremiums «Sexuelle Übergriffe im kirchlichen Umfeld» der Bischofskonferenz.
Der Vorsitzende der Schweizer Bischofskonferenz, Felix Gmür, würdigte den neuen Churer Bischof als einen ausgleichenden Geistlichen, «der es versteht, Meinungen zu integrieren.»
Auch das «Forum Priester der Diözese Chur» nahm die Ernennung Bonnenmains «erfreut zur Kenntnis» und bezeichnete ihn als «ausgleichende und versöhnende Persönlichkeit, die das Bistum sehr gut kennt, gut vernetzt ist und auch kirchrechtliche [sic!] Fragen stets unter pastoralem Blickwinkel behandelt».

### Untersuchung gegen Gemeindeleiterin
Im September 2022 hat Bonnemain eine Voruntersuchung gegen Monika Schmid, die ehemalige Gemeindeleiterin von Effretikon, eingeleitet. Der Vorwurf lautete auf „liturgischen Missbrauch“. Sie hatte auch in ihrem Abschiedsgottesdienst das Hochgebet mitgesprochen. Nach Prüfung der Fakten durch die Diözese Chur wurde Schmid für die Vorfälle vom 28. August 2022 verwarnt. Der Bischof begründete das Urteil damit, dass eine sorgfältige Prüfung der Fakten ergeben habe, „dass bei dieser Feier kein schwerwiegender liturgischer Verstoß stattgefunden hat, dessen Beurteilung dem Dikasterium für die Glaubenslehre vorbehalten wäre. Daher ist gemäß dem kanonischen Recht kein Strafverfahren erforderlich.“ Allerdings seien bei dieser Feier wichtige und für die ganze Kirche verbindliche liturgische Bestimmungen ignoriert worden, sodass der Bischof sich veranlasst sah, Schmid und anderen beteiligten Pastoralmitarbeitern eine förmliche Verwarnung zu erteilen.